# Limbo語言
Limbo，一種用於分散式系統的程式語言，在Inferno作業系統中，用它來寫作應用程式。它起源於貝爾實驗室，由西恩·都華（Sean Dorward），菲爾·溫特伯（Phil Winterbottom）與羅勃·派克（Rob Pike）設計研發。
它的並行計算模式，受到東尼·霍爾的通信顺序进程所啟發。

## 语言特征
Limbo支持如下特征：
- 模块化编程
- 并发编程
- 强类型检查于编译时间和运行时间
- 进程间通信经由有类型的通道
- 自动垃圾收集
- 简单的抽象数据类型

## 虚拟机
执行Limbo代码的Dis虚拟机是CISC类的VM，具有的指令包括：算数、控制流、数据移动、进程创建、同步和进程间通信、装载代码模块的指令，并支持高级数据类型：字符串、数组、列表和通信通道。它为了循环数据而使用了混合的引用计数和实时垃圾收集。
Dis的各方面设计受到用于最初的BeBox的AT&T Hobbit微处理器的启发。

## 例子
Limbo使用Ada风格定义如下：
```
 
name
 
:=
 
type
 
value
;

 
name0
,
name1
 
:
 
type
 
=
 
value
;

 
name2
,
name3
 
:
 
type
;

 
name2
 
=
 
value
;

```

### Hello world
```
 
implement
 
Command
;

 
include
 
"sys.m"
;

     
sys
:
 
Sys
;

 
include
 
"draw.m"
;

 
include
 
"sh.m"
;

 
init
(
nil
:
 
ref
 
Draw
->
Context
,
 
nil
:
 
list
 
of
 
string
)

 
{

     
sys
 
=
 
load
 
Sys
 
Sys
->
PATH
;

     
sys
->
print
(
"Hello World!
\n
"
);

 
}

```

## 书籍
第三版的Inferno操作系统和Limbo编程语言描述于教科书“Inferno Programming with Limbo”ISBN 0-470-84352-7（Chichester: John Wiley & Sons, 2003），Phillip Stanley-Marbell。

## 引用
1. ↑  . Vita Nuova. 2000  [2 February 2015]. （原始内容存档于2016-11-13）.
2. ↑  Lorenz Huelsbergen and Phil Winterbottom.  (PDF).   [2020-05-05]. （原始内容存档 (PDF)于2019-03-03）.